# Artoria albopilata
Artoria albopilata là một loài nhện trong họ Lycosidae.
Loài này thuộc chi Artoria. Artoria albopilata được Arthur T. Urquhart. miêu tả năm 1893.